# Precedent
Een precedent is een gebeurtenis waarop men zich kan beroepen als een nieuw dergelijk geval zich voordoet om er hetzelfde gevolg aan te geven.
Om geen precedent te scheppen kan men, wanneer dat gevaar bestaat, een akte of brief laten opstellen waarin de begunstigde erkent dat het verkregen voorrecht een eenmalige toegeving is die tot niets verplicht. In het Frans noemt men dergelijke brief een "lettre de non-préjudice" wat in het Nederlands vertaald zou kunnen worden als een "brief van onverminderd recht". De precedentwerking in ons recht wordt gestimuleerd door de theorie van de zogenaamde 'gerechtelijke vrede'.